# National Magazine Awards

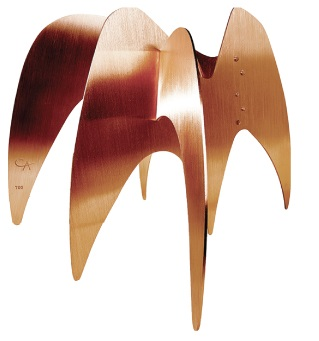
Sculpture d'Alexander Calder, remise aux lauréats des prix "National Magazine Award".

Les National Magazine Awards (littéralement les « Prix des magazines nationaux ») sont décernés chaque année depuis 1966 par l'American Society of Magazine Editors (ASME) (la « société américaine des rédacteurs de magazines ») pour « récompenser l'excellence éditoriale des magazines et encourager la vitalité de leurs contenus ». La Columbia University Graduate School of Journalism est étroitement associée à cette remise des prix. La distinction est jugée équivalente au prix Pulitzer, mais pour la presse.

## Description
Tout magazine de langue anglaise, rédigé, publié et vendu aux États-Unis est éligible, à condition toutefois qu'il paraisse selon une périodicité régulière, au moins quatre fois l'an et qu'enfin qu'il ne soit pas le simple supplément d'un autre journal.
Les récipiendaires des prix sont sélectionnés selon une procédure en deux étapes :
- Un premier jury lit tous les textes présentés par les magazines et détermine ceux qui, dans chaque catégorie, seront finalistes.
- Un second jury choisit ensuite un vainqueur pour chacune des catégories.

## Catégories
Bien qu'ayant évolué avec le temps, les catégories actuelles sont les suivantes :
- General Excellence
  - Under 100,000 circulation
  - 100,000 to 250,000 circulation
  - 250,000 to 500,000 circulation
  - 500,000 to 1,000,000 circulation
  - 1,000,000 to 2,000,000 circulation
  - Over 2,000,000 circulation
  - Online
- Personal Service
- Leisure Interests
- Reporting
- Public Interest
- Feature Writing
- Profile Writing
- Essays
- Columns and Commentary
- Reviews and Criticism
- Magazine Section
- Single-Topic Issue
- Design
- Photography
- Photo Portfolio/Photo Essay
- Fiction